# Teignmouth (stacja kolejowa)
Teignmouth – stacja kolejowa w mieście Teignmouth, w hrabstwie Devon na linii kolejowej Exeter - Plymouth o znaczeniu ponadregionalnym. Stacja bez sieci trakcyjnej. Jest położona przy szlaku South West Coast Path. Punkt początkowy i końcowy wycieczek pieszych do Dawlish i Dawlish Warren brzegiem morza.

## Ruch pasażerski
Stacja w Teignmouth obsługuje ok. 606 756 pasażerów rocznie (dane za rok 2021/2022). Posiada bezpośrednie połączenia z następującymi większymi miejscowościami:  Bristol, Penzance, Plymouth, Torquay. 

## Obsługa pasażerów
Automaty biletowe, kasy, przystanek autobusowy, postój taksówek, bufet, kiosk. Pociągi odjeżdżają ze stacji co pół godziny. Na stacji zatrzymują się niektóre pociągi pospieszne.